# Ñ

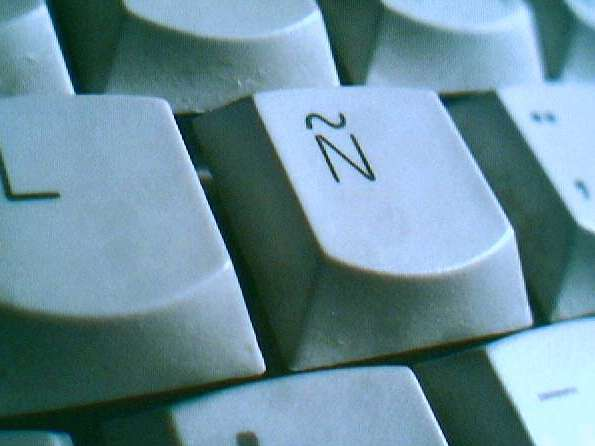
الحرف في الكيبورد الإسباني

الحرف Ñ (أو ñ) هو حرف لاتيني حديث مكون من N بإضافة فتحة لاتينية متموجة (بالإنجليزية: diacritical tilde). يستخدم كثيرا في الأبجدية الإسبانية والإملاء الفيليبيني حيث يرمز له هكذا [ɲ]، ينطق الحرف بالإسبانية ney ويستعمل في العديد من الكلمات الإسبانية (Niño: نينيو).